# Rue de la République (Lyon)
Pour les articles homonymes, voir Rue de la République.
La rue de la République est une voie majeure traversant les quartiers de la Presqu'île dans les premier et deuxièmes arrondissements de Lyon, en France.

## Situation
La rue est orientée nord-sud et relie la place de la Comédie à la place Le Viste. Il s'agit de la principale artère commerçante de la ville. En 2010, elle se place au 99e rang des artères commerçantes les plus chères du monde.
La localisation de la rue de la République, au cœur de la ville, et le grand nombre de commerces qui la jalonne en font une des rues lyonnaises les plus fréquentées, de jour comme de nuit. Elle est surnommée par apocope la rue de la Ré.

## Commerces
La rue de la République attire les enseignes, parmi lesquelles des boutiques de luxe ou de prêt-à-porter haut de gamme (Lacoste), des grandes enseignes (Fnac et JD SPORT, Printemps), le cinéma Pathé Bellecour et de nombreux restaurants, cafés et établissements de restauration rapide (McDonald's, Starbucks, Pret A Manger, Paul).

## Origine du nom
De 1862 à 1871, elle est nommée rue Impériale. Elle est ensuite nommée rue de Lyon de 1871 à 1878. Elle devient rue de la République le 13 août 1878 (délibération municipale). Elle est parfois surnommée rue de la Ré par les habitants.

## Historique

### Création sous le Second Empire
Après sa nomination en 1853, conjointement aux travaux menés par le Baron Haussmann à Paris, le préfet du Rhône et maire de Lyon Claude-Marius Vaïsse décide la percée de deux nouvelles artères reliant la place Bellecour à d'autres lieux majeurs de la Presqu'Île :
- la « rue de l'Impératrice » - actuelle rue Édouard-Herriot - reliant la place Bellecour et la place des Terreaux
- la « rue Impériale » - actuelle rue de la République - qui mène de la place Bellecour à la place de la Comédie où se situent l'Hôtel de Ville et l'Opéra. Cette partie est renommée par la suite « rue de Lyon » (de 1871 à 1878), puis « rue de la République » en août 1878[1]

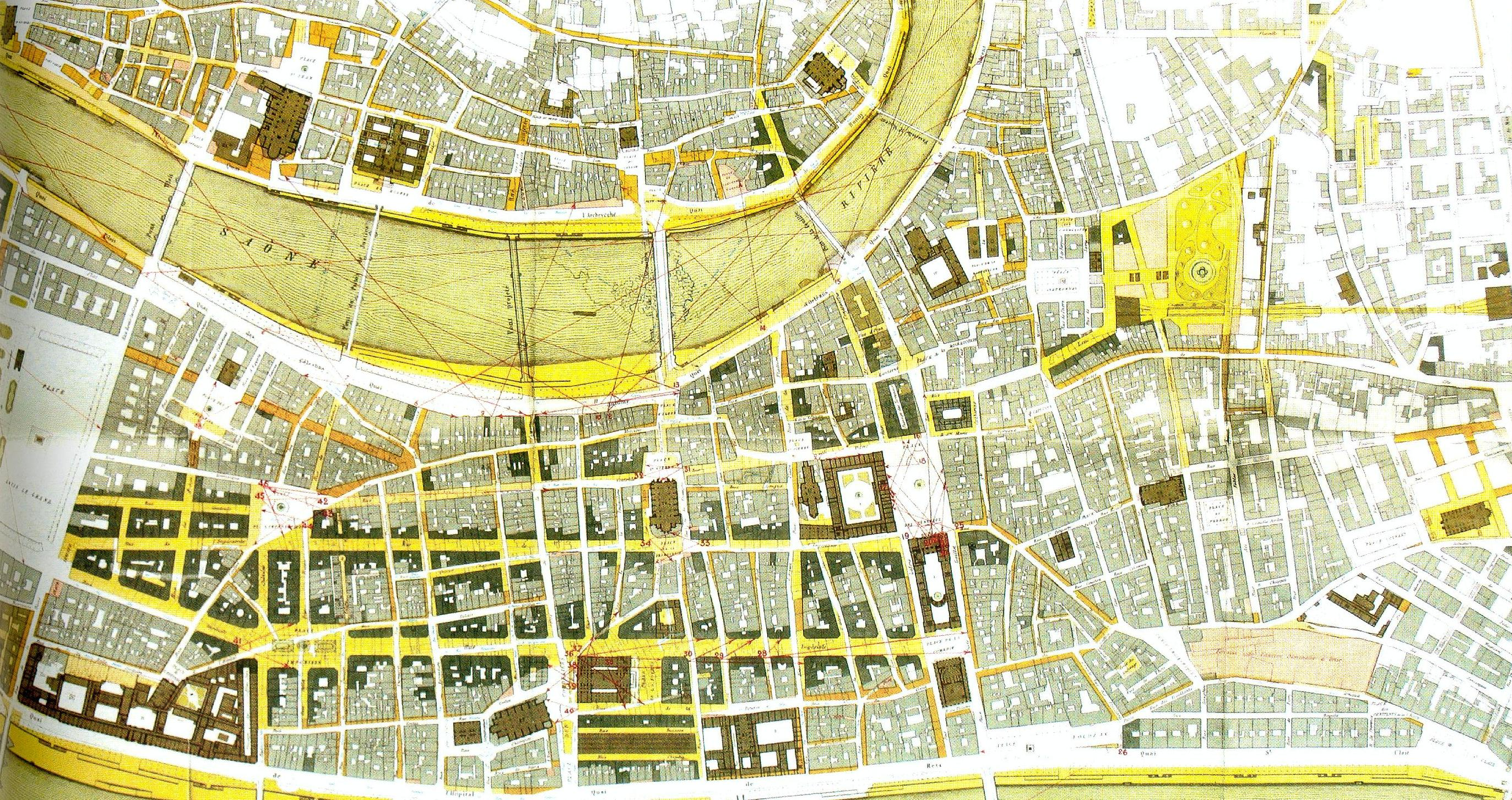
Plan des améliorations réalisées ou projetées dans le centre de la ville de Lyon (1863).

Deux places sont également créées à cette occasion, toutes deux situées sur le parcours de la rue de la République : la place Impériale (aujourd'hui place de la République), et la place de la Bourse. La place des Cordeliers est considérablement agrandie à cette occasion également. La rue, longue de plus d'un kilomètre, suit un axe sud-ouest/nord-est de la place Bellecour jusqu'à la place de la République, puis un axe nord/sud jusqu'à la place Louis-Pradel.

### Assassinat du président Carnot

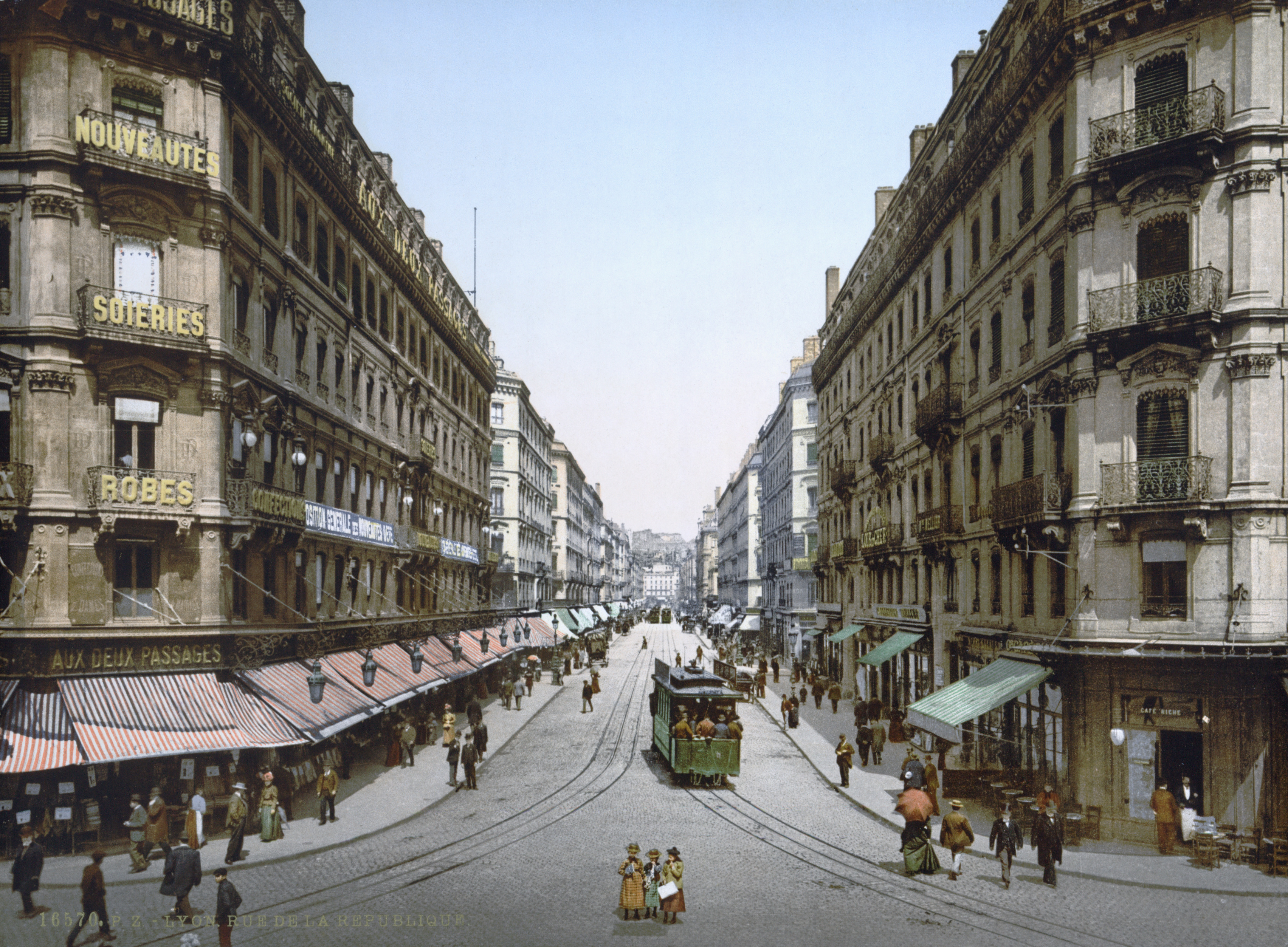
La rue depuis la place de la République, vers 1890-1905.

Le 24 juin 1894, le président de la République française Sadi Carnot est assassiné par le jeune anarchiste Santo Geronimo Caserio, à hauteur du palais du Commerce, non loin de la place des Cordeliers. Un pavé rouge accompagné d'une plaque commémorative placés au niveau du numéro 22 de la rue de la République sont visibles aujourd'hui pour rappeler cet évènement tragique.

### Piétonnisation liée à la création du métro
Dans les années 1970, la construction de la ligne A du métro occasionne le creusement de tranchées sur l'intégralité de la rue, le métro étant construit en tranchées couvertes peu profondes.
A l’occasion, la rue est rendue piétonne entre les places du Viste et des Cordeliers, ce à la demande des commerçants. Le reste de la rue a alors sa chaussée réservée aux bus et autres véhicules spécifiques autorisés.

### Réaménagements

#### En 1995
Son dernier aménagement date de 1995 et a été imaginé par Alain Sarfati. Sobre, l’agencement se compose de dalles grises au devant des façades et des commerces, et de dalles blanches au centre de la voie. Des érables ont été plantés. 
Toutefois, avec le temps, la rue se dégrade au point que des travaux sont prévus de février 2019 à mars 2020, avec le remplacement de dalles et la plantation d'arbres. 

#### En 2025

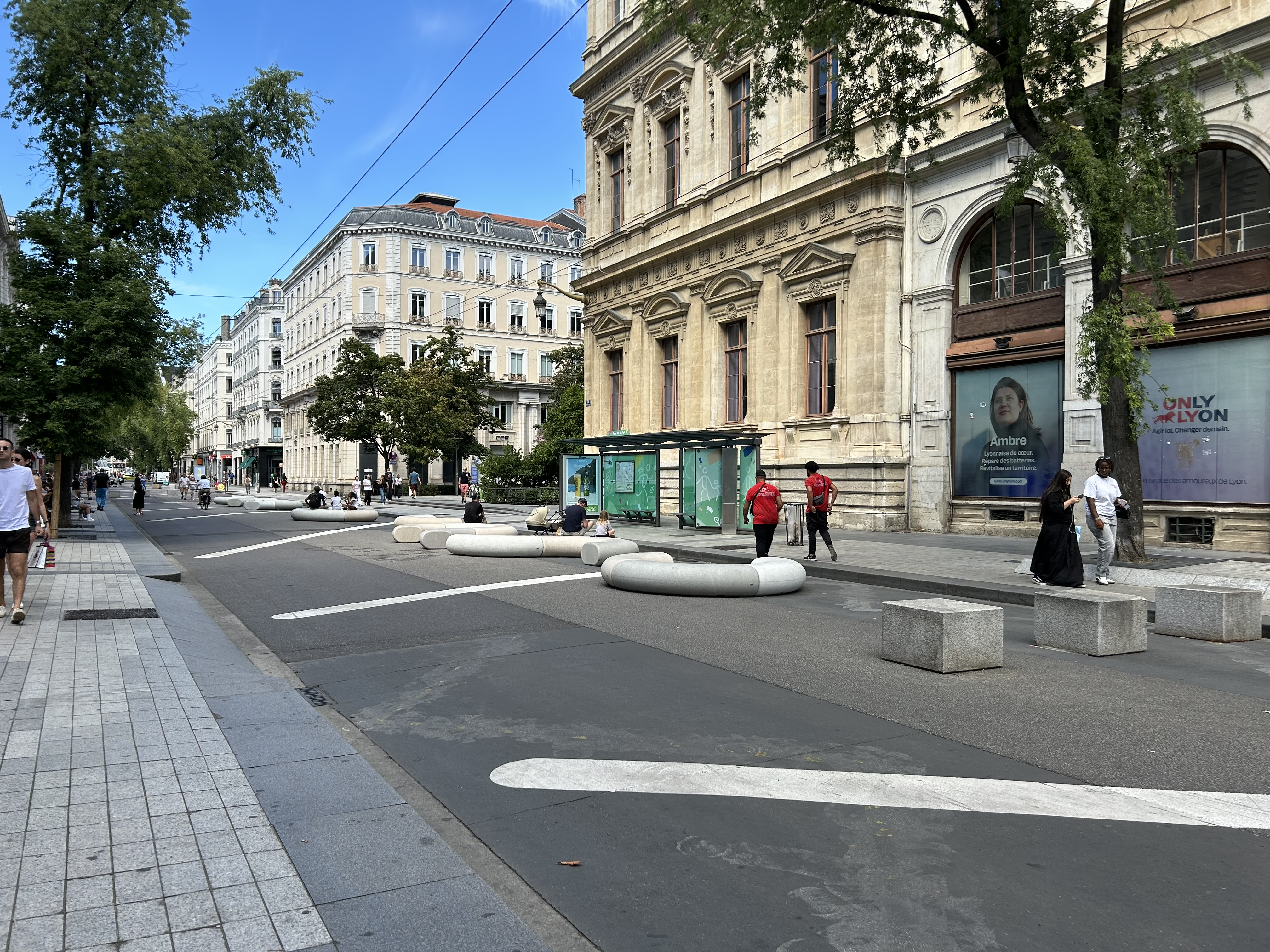
Le nord de la rue piétonnisé en 2025.

En 2025, la portion nord de la rue, comprise entre les places Cordeliers et Comédie, est piétonnisée à son tour. Sa chaussée est agrémentée de mobilier urbain transitoire (notamment des bancs en béton clair ondulés) dans l’attente d’un aménagement pérenne reprenant la trame du reste de la rue, prévu pour 2030.

## Bâtiments remarquables et lieux de mémoire
La rue de la République est majoritairement bordée d'immeubles construits aux XIXe siècle à l'occasion du percement de la rue. Parmi ceux-ci, se trouvent entre autres, du sud au nord :
- L'ancien siège du journal Le Progrès, aujourd'hui occupé par la Fnac Bellecour. Une mosaïque RF, pour République Française, orne le bâtiment. Cet immeuble situé au 85 rue de la République a été imaginé par Émile Guimet pour en faire un théâtre.

- Les locaux de L'Action française durant la Seconde Guerre mondiale étaient situés au numéro 66 de la rue[9].

- Le cinéma Pathé surmonté d'un beffroi avec un coq à son sommet, rare exemple du style Art déco à Lyon est situé au numéro 79.
- À la hauteur du numéro 22 de la rue, un pavé de couleur rouge incrusté dans le sol de la rue et une plaque commémorative, située sur un immeuble, rappellent de façon précise, qu’à cet endroit, le 24 juin 1894, le président de la République française en exercice, Sadi Carnot a été assassiné par l'anarchiste italien Sante Geronimo Caserio[10].
- L'ancien Nouveau bazar de Lyon, occupé par des magasins. Le bâtiment à l'allure très moderne contraste avec les bâtiments alentour.
- Le palais du commerce, aujourd'hui siège de la Chambre de commerce et d'industrie de Lyon, ainsi que la bourse de Lyon.
- L'ancienne seconde salle de cinéma au monde[Quoi ?], juxtaposée à l'opéra de Lyon.
- L'hôtel de ville et l'opéra, tous deux situés à l'extrémité nord de la rue, place de la Comédie.

Plusieurs immeubles sont toutefois antérieurs au percement de la rue. Le no 73 date ainsi de la première moitié du XVIIIe siècle, le no 71 du début du XIXe siècle.

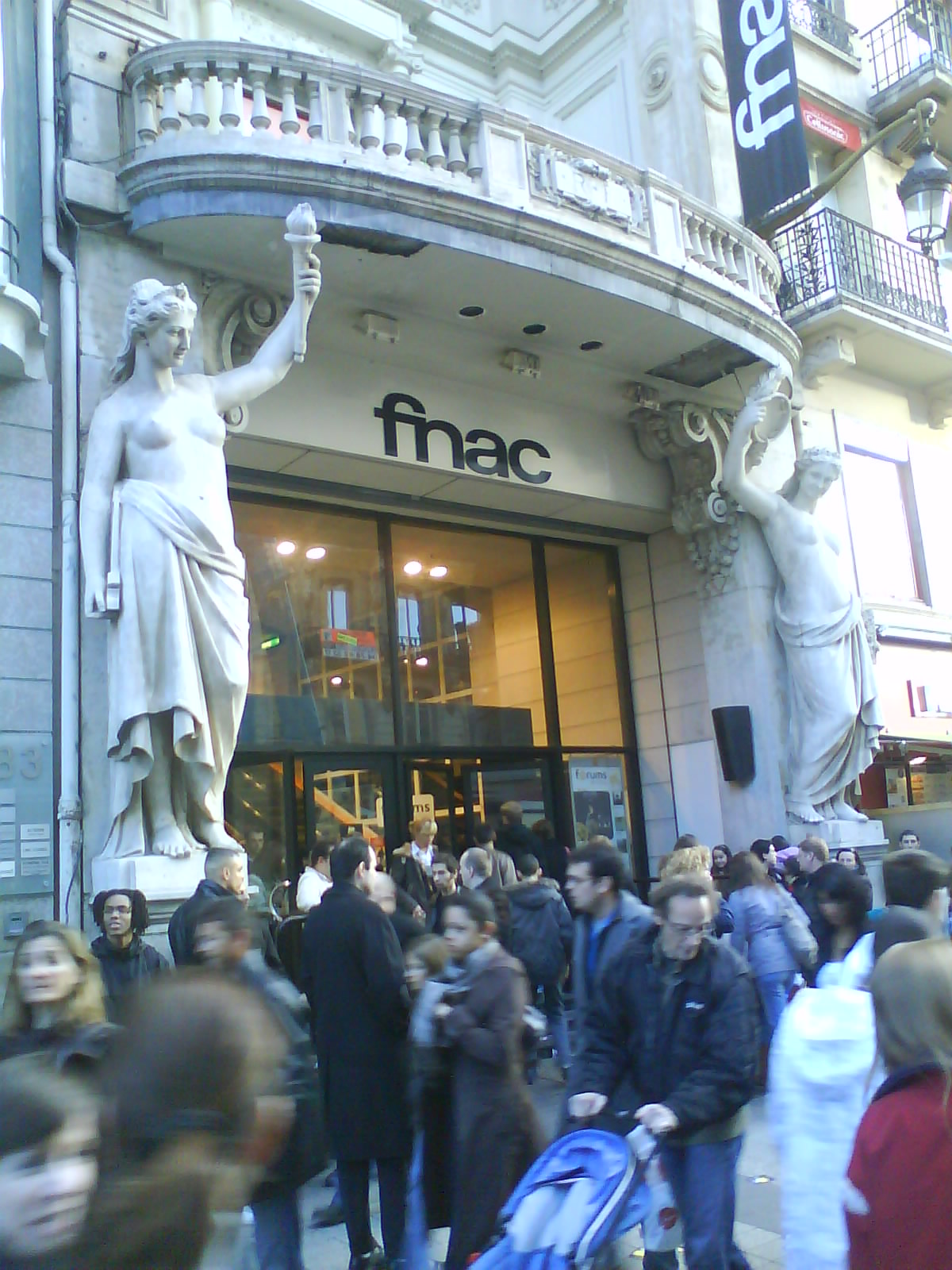
Fnac dans l'ancien siège du Progrès.
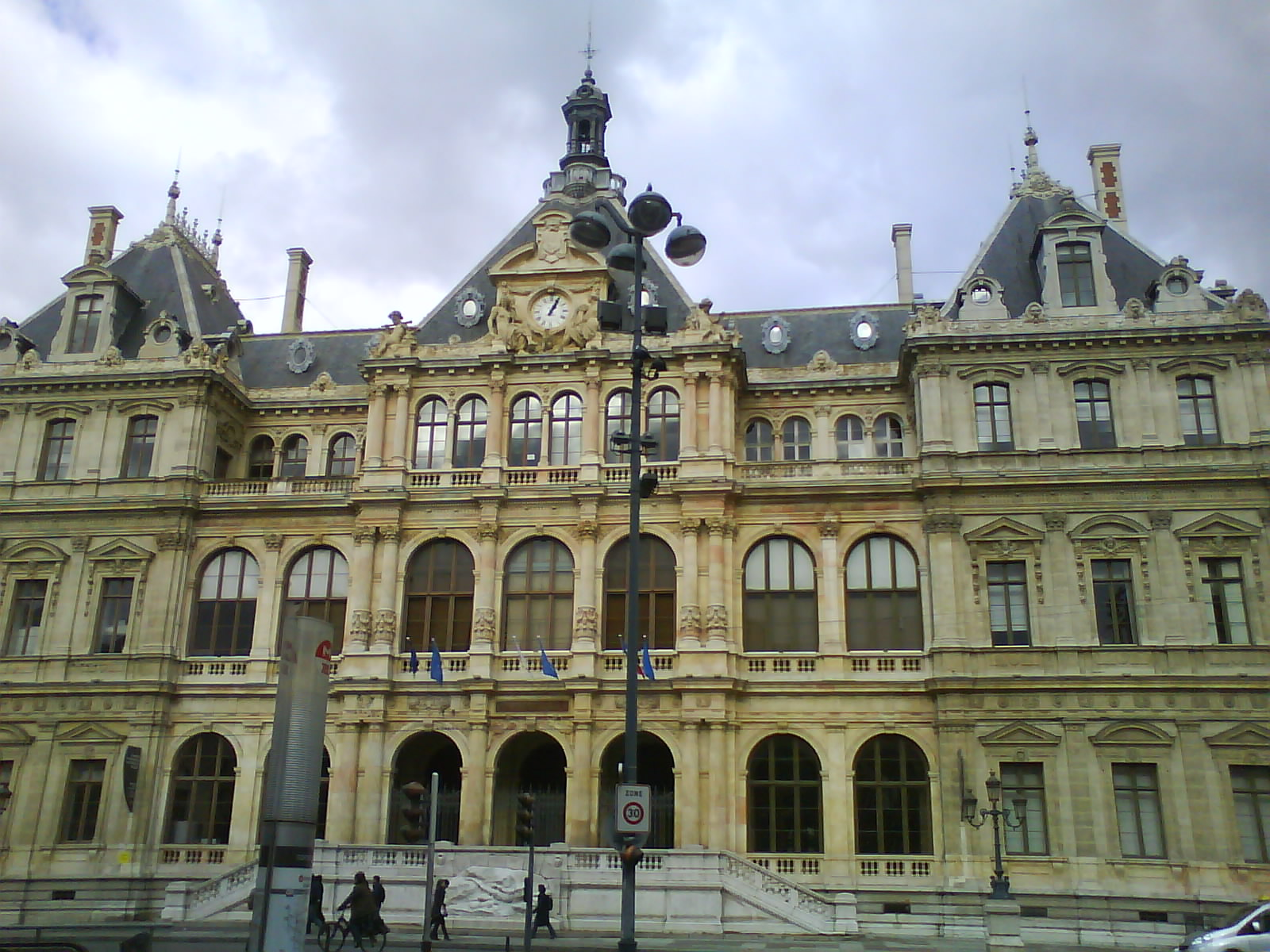
Le palais de la Bourse en 2008.
Nouveau Grand Bazar en 2008.
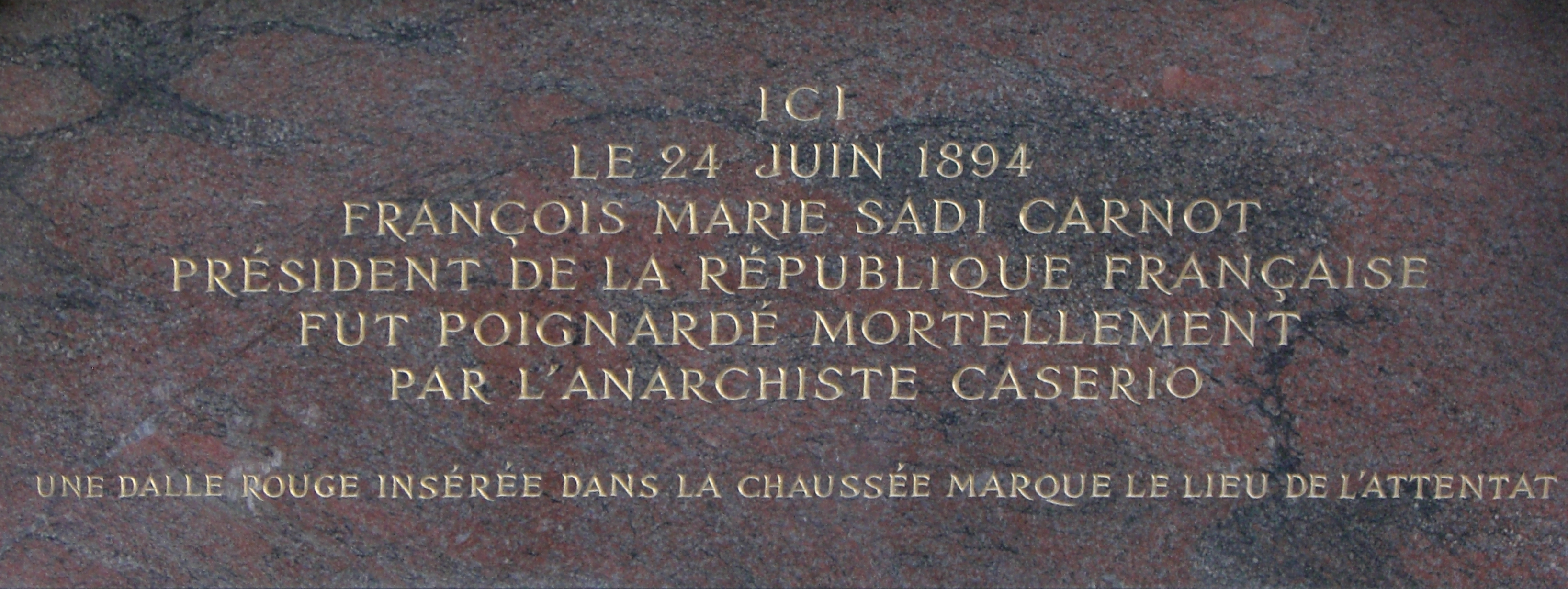
Plaque commémorative de l'assassinat de Sadi Carnot sur le palais de la Bourse.
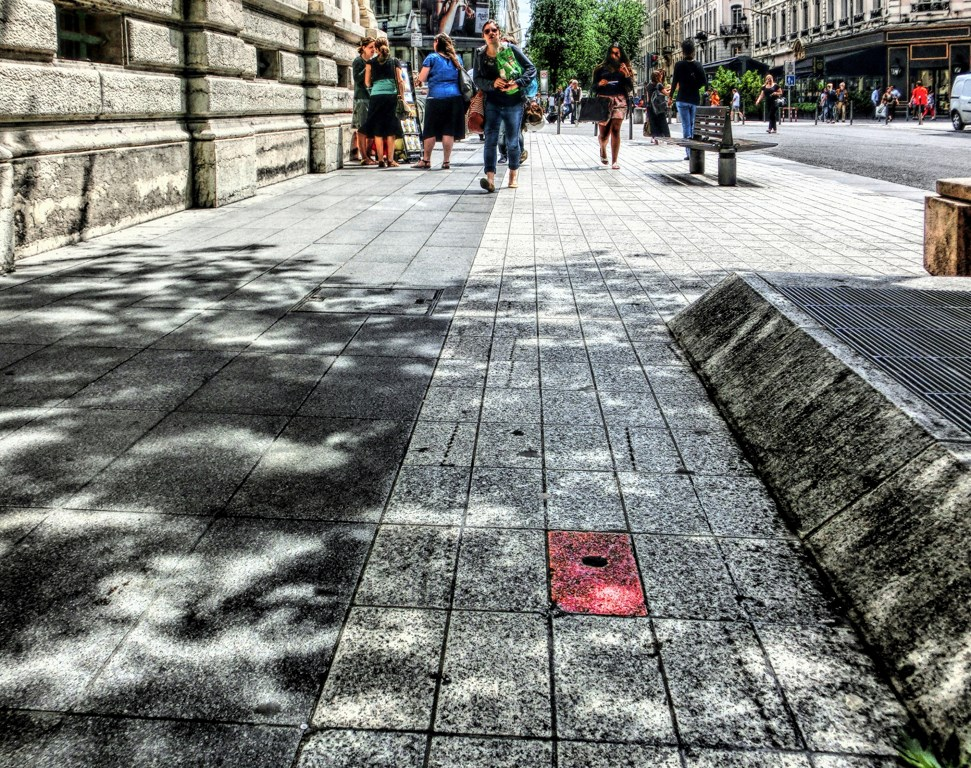
Pavé marquant l'emplacement de l'assassinat de Sadi Carnot.
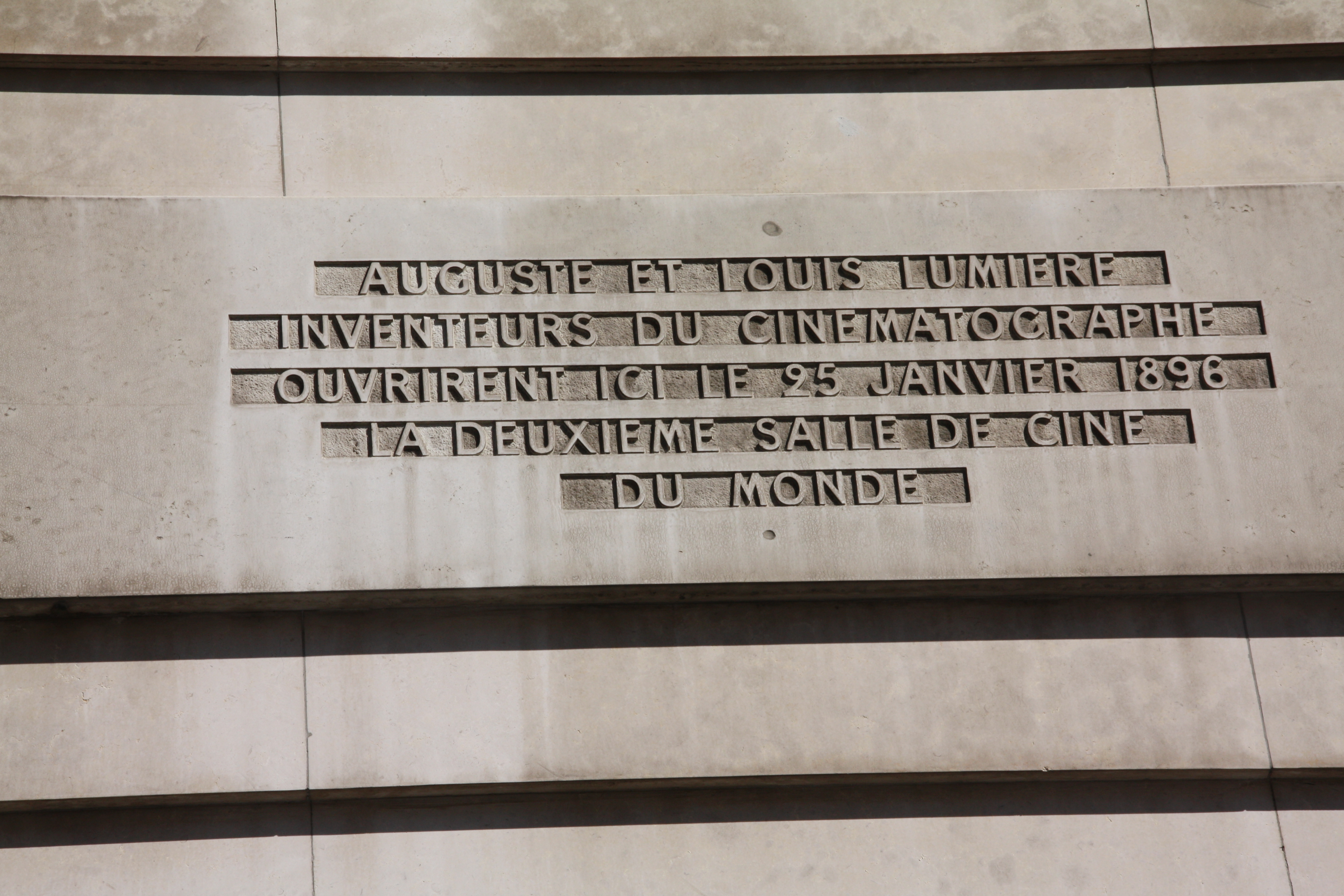
Plaque commémorative sur le bâtiment qui est la deuxième salle de cinéma du monde.

## Événements

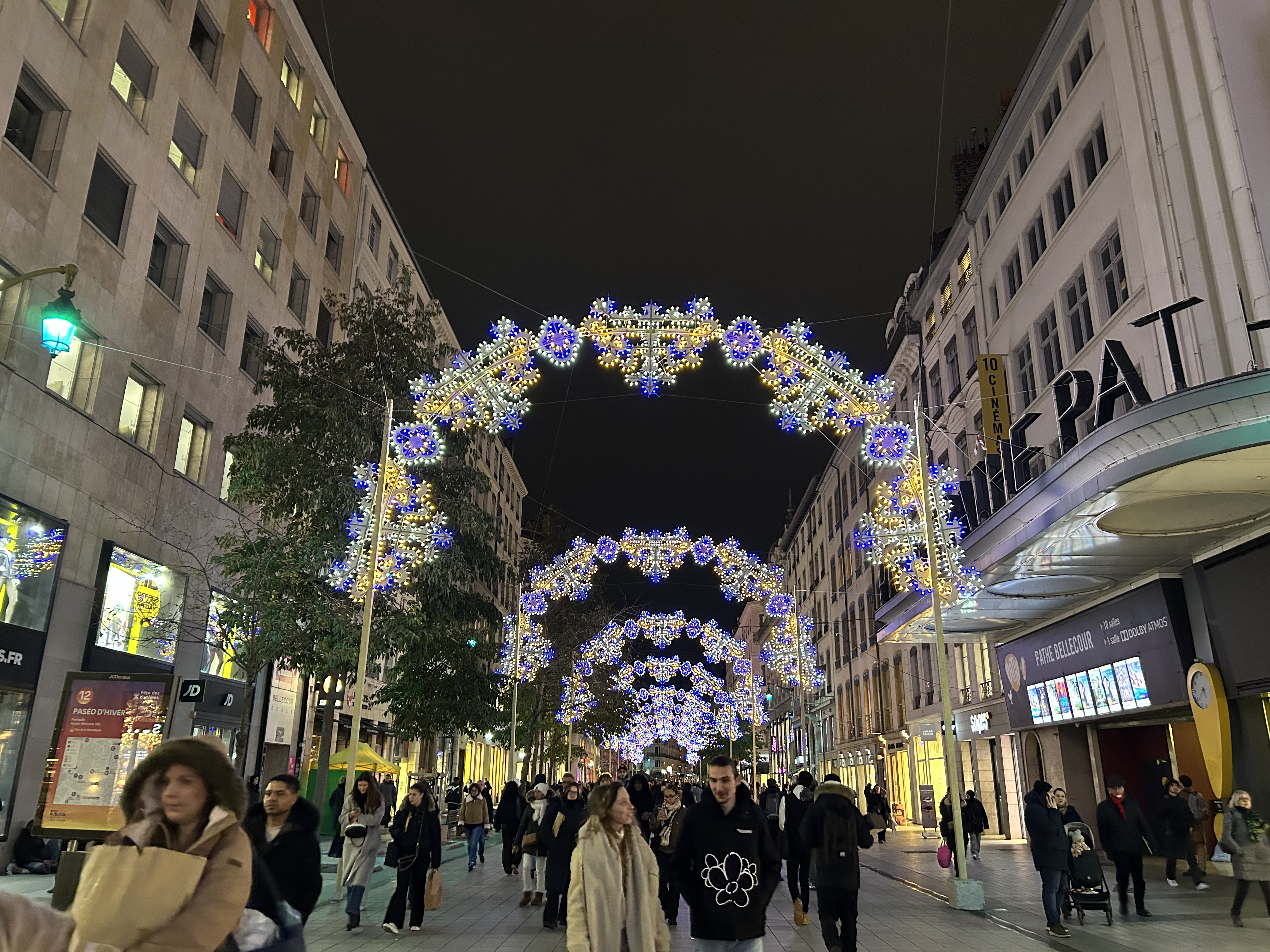
L’œuvre « Paseo d’hiver » exposée dans la rue lors de la Fête des Lumières 2024.

### Fêtes de fin d’année
La rue accueille chaque année des objets lumineux au mois de décembre en guise de décorations de Noël, intégrés au programme de la Fête des Lumières.
Les objets les plus fréquents sont des arches, des disques censés représenter des planètes, ou encore des lanternes. 

## Accessibilité

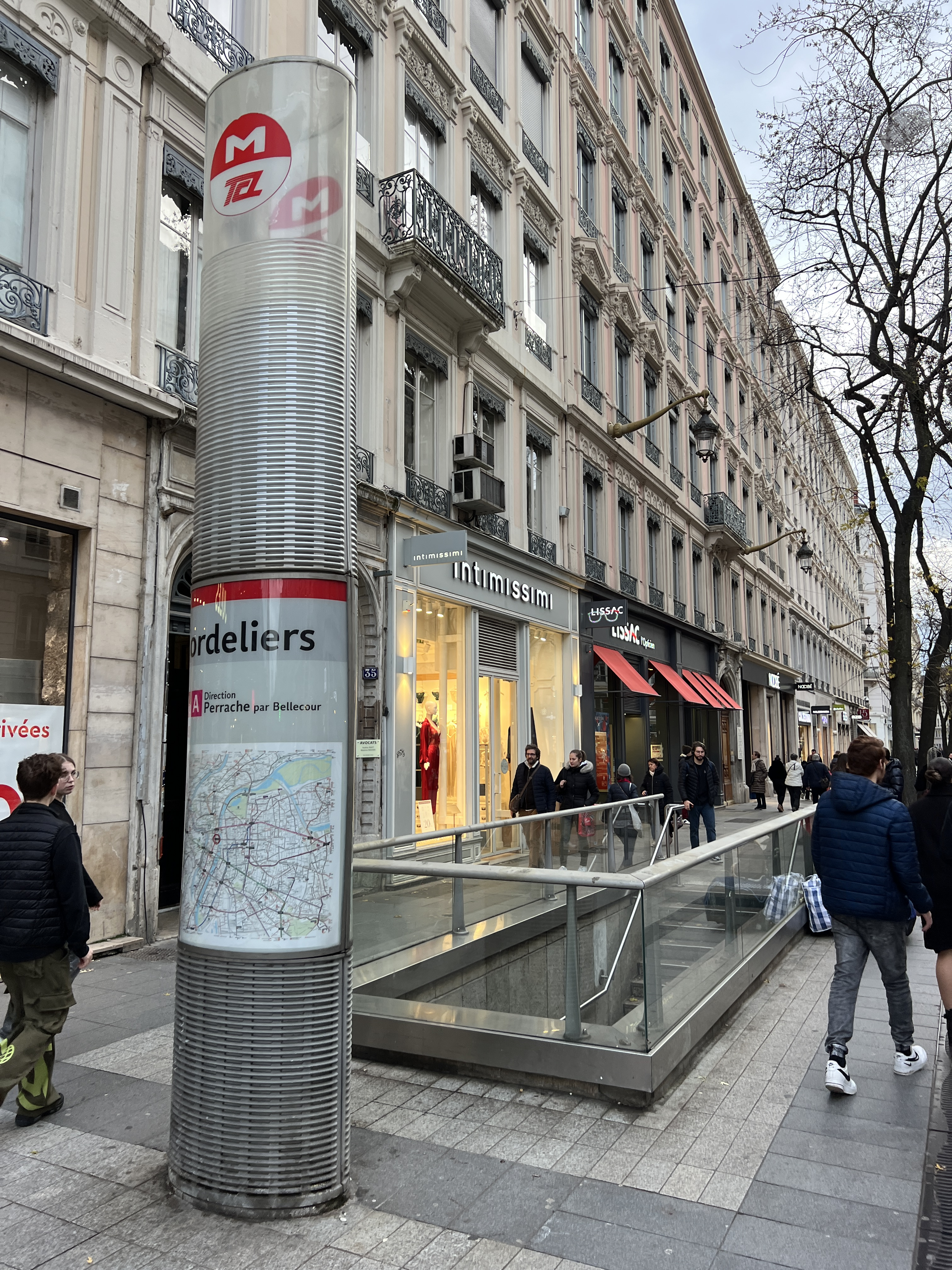
La station du métro Cordeliers.

Ce site est desservi par les stations du métro Hôtel de Ville - Louis Pradel (lignes A et C) au nord, Cordeliers (ligne A), et Bellecour (lignes A et D) au sud.